# Austroniphargus petiti
Austroniphargus petiti is een vlokreeftensoort uit de familie van de Atylidae. De wetenschappelijke naam van de soort is voor het eerst geldig gepubliceerd in 1925 door Monod.